# Edwin Bauersachs

Erzgebirgsblumen (1935)

Edwin Bauersachs (* 12. August 1893 in Schneeberg; † 10. Oktober 1948 in Kirchberg) war ein Mundartdichter des Erzgebirges.

## Biographie
Edwin Bauersachs ist der Sohn eines Spielzeugmachers. Nach dem Schulbesuch in Schneeberg und Rittersgrün trat er in den Dienst der Verwaltung. Er war in Rittersgrün und danach in Pirna tätig, bevor er 1919 nach Lauter/Sa. ging, wo er bis zu seiner Dienstentlassung 1945 Verwaltungsoberinspektor war. Am 3. Februar 1923 heiratete Edwin Bauersachs in Lauter Johanne verw. Voigtmann geb. Baumgärtel. Nach Kriegsende arbeitete er als Bergmann bei der Wismut AG.

## Werke
- Erzgebirgsblumen. Volkstümliche Gedichte und Erzählungen, Rittersgrün 1935
- Lieder aus der Haamit, 1938

## Zitat
Willst Du die Heimat erkennen, zieh' in die Fremde hinaus. Willst Du die Fülle ermessen, koste Entbehrungen aus. Willst Du die Liebe ergründen, wäge das Leid und den Schmerz. Denn in den tiefesten Gründen schauest Du himmelwärts.